# Supertoys che durano tutta l'estate
Supertoys che durano tutta l'estate (Supertoys Last All Summer Long), pubblicato anche come I supergiocattoli durano tutta l'estate, è un racconto del 1969 scritto dall'inglese Brian Aldiss.
In seguito Aldiss scrisse altri due racconti ambientati nello stesso universo narrativo: I supertoys quando arriva l'inverno e I supertoys nella nuova stagione.
Dal racconto è stato tratto il film intitolato A.I. - Intelligenza artificiale (A.I. Artificial Intelligence) diretto da Steven Spielberg.

## Trama
Il racconto è ambientato in un futuro distopico dove, a causa del sovraffollamento della popolazione, solo un quarto dell'umanità vive in condizioni agiate e le coppie devono chiedere il permesso per poter procreare.
Monica Swinton vive con suo marito Henry, sposato da quattro anni, e il figlio David. Henry Swinton lavora per la Synthtank, azienda che si occupa di esseri bio-elettronici e intelligenza artificiale. David, invece, è un bambino insicuro che non riesce ad esprimere il suo amore per la mamma e crede che ella voglia più bene a Teddy, il suo orsacchiotto robot. Il racconto si conclude con Monica e Henry che riescono finalmente ad ottenere il permesso per procreare un figlio e si domandano cosa farne di Teddy e di David, il quale è in realtà un supertoy.

## Film
Da questo racconto fu tratto il film intitolato A.I. - Intelligenza artificiale (A.I. Artificial Intelligence) del 2001 diretto da Steven Spielberg, inizialmente progettato da Stanley Kubrick.